# Sweetgreen
Sweetgreen (stylisé en sweetgreen) est une chaîne de restauration rapide américaine. Les produits principaux de l'entreprise sont des salades composées.
Sweetgreen a été fondé en août 2007 par Nicolas Jammet, Nathaniel Ru et Jonathan Neman peu après l'obtention de leur diplôme de l'école de commerce de l'université de Georgetown,.
Le siège social, anciennement transféré à Washington, est depuis 2016 à Culver City près de Los Angeles.
En octobre 2017, l'entreprise compte 77 magasins en activité aux États-Unis.

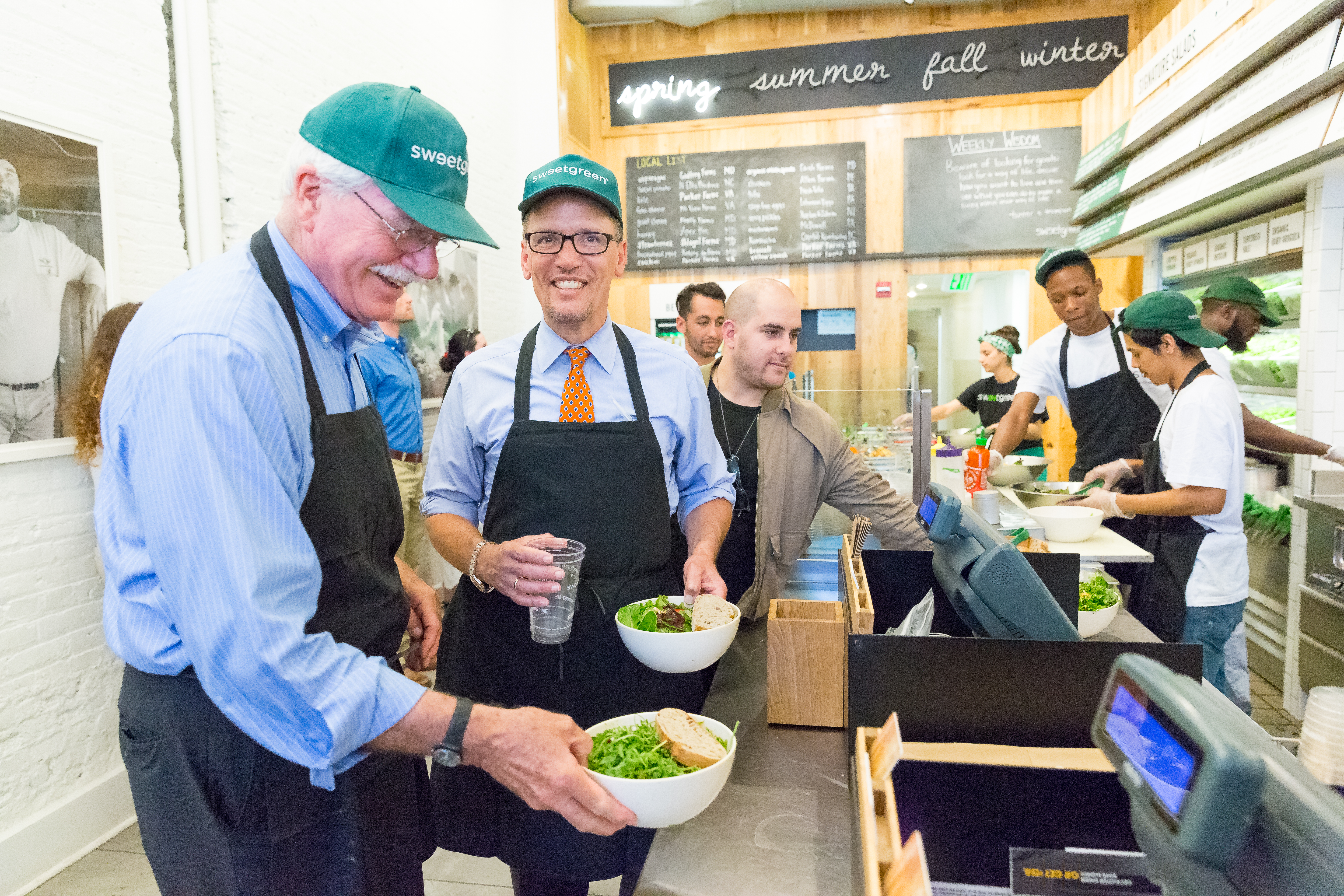
Le Secrétaire au Travail des États-Unis Thomas Perez et le député George Miller (en) dans un restaurant Sweetgreen.